# Assassins Pride
Assassins Pride (アサシンズプライド Asasinzu Puraido) ist eine Anime-Fernsehserie, die auf der gleichnamige Light-Novel-Reihe des Autors Kei Amagi basiert. Die Serie ist in die Genres Fantasy und Romanze einzuordnen. Die Geschichte folgt der 13-jährigen Melida Angel, die trotz ihrer scheinbar adeligen Herkunft nicht in der Lage ist, Mana – eine Kraft, die nur dem Adel vorenthalten ist und ihrem Anwender übermenschliche Kräfte verleiht – freizusetzen. Der Attentäter Kufa Vampir erhält daraufhin den Auftrag, Melidas wahre Herkunft herauszufinden.
Die Anime-Serie wurde zwischen dem 10. Oktober 2019 und dem 26. Dezember 2019 im japanischen Fernsehen gezeigt, während Crunchyroll die Serie in Deutschland im Simulcast in Originalton mit deutschen Untertiteln zeigte.

## Die Welt

### Ausgangslage
Die Menschheit wurde an den Rand der Auslöschung gebracht und existiert nur noch im Stadtstaat Flandre, deren Stadtbezirke in verschiedenen gläsernen Kuppeln gebaut wurden, mit einem gläsernen Tunnelsystem miteinander verbunden sind und nur mit der Eisenbahn erreicht werden können. Außerhälb dieser Kuppeln ist die Welt in eine ewig währende Dunkelheit getaucht und von gefährlichen Wesen, so genannte Lycanthropes, befallen.
Innerhalb der Kuppeln ist die Menschheit aufgeteilt in einen Adel und dem Bürgertum. Durch ihr Blut ist es den Adeligen möglich, Mana zu manifestieren, dass dem Anwender übermenschliche Kräfte verleiht und somit im Kampf gegen die Lycanthropes ebenbürtig sind.

### Handlung
Melida Angel ist ein 13-jähriges Mädchen aus dem Hause der Adelsfamilie Angel. Obwohl sie in diese Familie hineingeboren wurde, ist sie dennoch nicht in der Lage, Mana zu manifestieren und einzusetzen, weswegen ihr Großvater Lord Mordrew Zweifel an ihrer Herkunft hegt. So soll Melida aus einer Affaire ihrer Mutter mit einem Mann aus dem Bürgertum entstanden sein.
Der Assassine Kufa Vampir wird beauftragt, als Lehrer Melida zu arbeiten, um ihre wahre Herkunft herauszufinden. Sollte sich der Verdacht Lord Mordrews bewahrheiten besteht seine zweite Aufgabe darin, Melida zu ermorden. Kufa kommt zum Schluss, dass Melida aus dieser Affaire hervorgegangen zu sein scheint, entscheidet jedoch, Melidas Leben zu verschonen und sein Mana mit ihr zu teilen. Dadurch ist Kufa nun gezwungen, dies sowohl vor der Familie Angel als auch vor seiner eigenen Gilde, den White Knights geheim zu halten, da das sonst das Leben beider kosten könnte.
Dies entpuppt sich als nicht einfach, denn obwohl Melida nun Mana anwenden kann, sehen viele nach wie vor das „talentlose“ Mädchen. Andere stellen Nachforschungen an, weshalb ihre Mana-Klasse – Melida ist ein Samurai – anders ist, als die ihrer Familie, die der Paladin-Klasse angehören. Doch Kufa verbringt noch ein weiteres Geheimnis. Er ist ein Halb-Lycanthrope mit der Klasse eines Vampirs.

## Produktion
Am 21. Oktober 2018 wurde im Rahmen des Fantasia Bunko Dai Kanshasai bekanntgegeben, dass die Light-Novel-Reihe eine Umsetzung als Anime erhalte, wobei das genaue Format als Fernsehserie zu einem etwas späteren Zeitpunkt angekündigt wurde. Die Serie entstand im Studio EMT Squared, in welchem bereits Serien wie The Master of Ragnarok & Blesser of Einherjar und Kuma Miko: Girl Meets Bear produziert wurden.
Regie führte Kazuya Aiura, das Drehbuch wurde von Deko Akao geschrieben, während das Charakterdesign von Maho Yoshikawa stammt. Das Lied im Vorspann Share the Light wurde von Run Girls, Run! gesungen, während Tomori Kusunoki, die in der Serie Melida Angel spricht, das Abspannlied Time for Foreigners 異人たちの時間 Ijin-tachi no Jikan interpretierte.

### Synchronisation
| Rolle              | japanischer Sprecher (Seiyū) | deutscher Sprecher |
| ------------------ | ---------------------------- | ------------------ |
| Melida Angel       | Tomori Kusunoki              | Julia Fölster      |
| Kufa Vampir        | Yūki Ono                     | Flemming Stein     |
| Elise Angel        | Yui Ishikawa                 | Elise Eikermann    |
| Rosetti Prickett   | Marina Yabūchi               | Maria Wardzinska   |
| Nerva Martillo     | Ayane Sakura                 | Josephine Martz    |
| Shenfa Zwitoque    | Asami Seto                   | Leonie Landa       |
| Mule la More       | Maaya Uchida                 | Jenny Maria Meyer  |
| Salacha Schicksal  | Azumi Waki                   | Emily Seubert      |
| Charlotte Blamange | Saori Katō                   | Ulrike Johannson   |

### Veröffentlichung
Kazé Anime gab im April 2021 bekannt, dass der Anime ab September gleichen Jahres mit deutscher Synchronisation auf Blu-ray und DVD erscheint.

## Ausstrahlung
Im Mai des Jahres 2019 wurde angekündigt, dass der Anime noch im selben Jahr ausgestrahlt werden soll. Die zwölf Episoden umfassende Serie wurde zwischen dem 10. Oktober 2019 und dem 26. Dezember gleichen Jahres im japanischen Fernsehen auf den Sendern AT-X, Tokyo MX, SUN TV und BS NTV gezeigt. Die erste Episode wurde bereits am 22. September 2019 in den Toho Cinemas Nihonbashi in Tokio vorab gezeigt.
In Deutschland wurde Assassins Pride im Simulcast in Originalton mit deutschen Untertiteln auf Crunchyroll gezeigt. Auch der Anbieter Anime on Demand zeigte die Serie mit deutschen Untertiteln. Sentai Filmworks sicherte sich die Lizenz für eine Ausstrahlung des Anime im englischen Sprachraum und zeigte den Anime HiDive sowie auf Crunchyroll. Ab dem 5. November 2019 wurde die Serie in englischer Sprache auf HiDive gezeigt. Die letzten drei Episoden wurden am 16. Januar 2020 gestreamt.